# Penisola di Bailey
La penisola di Bailey è una penisola rocciosa lunga circa 2,6 km e larga 1,5 km, sulla costa di Budd nella Terra di Wilkes in Antartide. È il sito dove si trova la stazione australiana Casey. Venne così chiamata dal Comitato consultivo dei nomi antartici in onore del capitano C. E. Bailey, comandante del cacciatorpediniere USS Henderson di scorta al gruppo operativo occidentale dell'operazione Highjump.

## Conservazione
Un'area sulla penisola, situata a soli 200 m a est della stazione Casey, è stata designata come Area Specialmente Protetta dell'Antartide (codice ASPA 135)  perché funge da sito di riferimento scientifico che ha sostenuto studi sulla vasta gamma di vegetazione presente nella regione delle Isole Windmill .
La stazione Casey ha segnalato la prima ondata di caldo nel sito nel 2020 con temperature che hanno raggiunto i 9,2 gradi Celsius a gennaio.